# أم عامود
أم عامود قرية سوريّة تتبع إداريّاً لمحافظة حلب منطقة السفيرة ناحية مركز السفيرة، بلغ تعداد سكانها 1,968 نسمة حسب التعداد السكاني لعام 2004.